# Vuelta al Pantano de Eugui
El cross Vuelta al Pantano de Eugui es una prueba popular de atletismo al aire libre en la modalidad de campo a través que se celebra durante el período estival por las cercanías del Embalse de Eugui, situado en la zona norte de Navarra.
La prueba también recibe el nombre de Cross de Eugui o Vuelta al Pantano.

## Historia
Esta prueba atlética comenzó en los años 80 por iniciativa de la Sociedad Eugiko Ostatua, una organización voluntaria y sin ánimo de lucro, y estuvo celebrándose de forma intermitente hasta que ha terminado por consolidarse en la actualidad, convirtiéndose en una de las más importantes en la Comunidad Foral.
La carrera se celebra actualmente cada año a finales del mes de agosto y cuenta con varias categorías (Absoluta, Juvenil, Infantil y Alevín).